# Cancer Research Institute
Das Cancer Research Institute (CRI) ist eine amerikanische non-profit organization zur Finanzierung von Krebsforschung in New York City. Gegründet wurde das CRI 1953 von Helen Coley Nauts und Oliver R. Grace mit einem $2000-Zuschuss von Nelson Rockefeller (heutiger Wert etwa 23.460 US$).
Nauts’ Vater, der Chirurg William Coley (1862–1936), war ein Pionier der Krebsimmuntherapie. In seiner Tradition konzentriert sich auch das CRI eher auf immunologische denn traditionelle Behandlungsmethoden wie etwa Chemotherapie oder chirurgische Eingriffe.
Im Berichtszeitraum 2015 erzielte das CRI Einnahmen von $41,3 Millionen bei Ausgaben von $39 Millionen, davon $29 Millionen für Forschung.
Das CRI vergibt mehrere international anerkannte Auszeichnungen; darunter den William B. Coley Award, den Lloyd J. Old Award, und den Frederick W. Alt Award.